# Zenodorus obscurofemoratus
Zenodorus obscurofemoratus es una especie de araña saltarina del género Zenodorus, familia Salticidae. Fue descrita científicamente por Keyserling en 1883.
Habita en Australia (Nueva Gales del Sur).